# Preggers
Preggers is de vierde aflevering van de Amerikaanse televisieserie Glee, die op 23 september 2009 in de Verenigde Staten voor het eerst door FOX werd uitgezonden. Het werd geschreven en geregisseerd door Brad Falchuk.
In "Preggers" zien we Glee club lid Kurt (Chris Colfer) lid worden van het footballteam en hem uitkomen voor zijn homoseksualiteit tegen over zijn vader, Burt (Mike O'Malley). Cheerleader Quinn (Dianna Agron) ontdekt dat ze zwanger is en vertelt haar vriend Finn (Cory Monteith) dat het zijn baby is, terwijl eigenlijk zijn beste vriend Puck (Mark Salling) de vader is. Docenten Sue Sylvester (Jane Lynch) en Sandy Ryerson (Stephen Tobolowsky) werken samen in een poging om de Glee club te tiranniseren door het weglokken van een ontgoochelde Rachel (Lea Michele), die de club verlaat als clubleider Will (Matthew Morrison) weigert haar een solo te geven.
De aflevering bevat covers van twee nummers, en dans optredens op Beyoncé "Single Ladies (Put a Ring on It)". Een studio-opname van de cover van "Taking Chances" door Lea Michele werd als single uitgebracht, beschikbaar als digitale download en staat op het album Glee: The Music, Volume 1. De scène waarin Kurt zijn homoseksualiteit toegeeft aan zijn vader was gebaseerd op de persoonlijke ervaring van een van de makers van de serie, Ryan Murphy. Murphy's bedoeling was om afstand te nemen van de vorige shows waaraan hij heeft gewerkt waarin homoseksuele personages geen Happy end hebben gehad, door Kurt geaccepteerd te laten worden en hem te laten slagen.

## Verhaallijn
Glee club lid Kurt Hummel wordt door zijn vader, Burt, betrapt als hij aan het dansen is op Beyoncés "Single Ladies", en beweert dat het een footballoefening is omdat hij nu in het team zit. Mede Glee club lid en football quarterback Finn Hudson helpt Kurt oefenen en vindt hem een ervaren kicker. Finn overtuigt coach Ken Tanaka (Patrick Gallagher) om Kurt als proef bij het team te laten. Ken stemt hier mee in en voegt Kurt toe als kicker. Wanneer Finn's vriendin Quinn hem vertelt dat ze zwanger is Finn maakt zich zorgen over zijn toekomstperspectieven. Hij vraagt aan Glee club leider Will Schuester of hij het footballteam wilt leren dansen, hij denkt namelijk dat het goed voor het team zal zijn waardoor zijn kansen op een footballbeurs hoger zullen worden. Finn vertrouwt het nieuws van zijn zwangere vriendin toe aan zijn beste vriend Puck, die later Quinn confronteert met het feit dat hij de vader van de baby is. Quinn had namelijk gezegd dat ze nog maagd was toen ze seks hadden. Quinn noemt Puck een "Lima loser" die haar en haar baby nooit zo zou kunnen steunen als Finn kan. Will's vrouw Terri (Jessalyn Gilsig) onthult tegenover haar zus Kendra (Jennifer Aspen) dat ze een hysterische zwangerschap heeft gehad en dus niet echt Will's baby draagt. Kendra suggereert dat ze zelf gewoon voor een baby zorgen. Als Terri van Will hoort over de zwangerschap van Quinn confronteert haar door vragen te stellen over haar prenatale zorg.
Cheerleader coach Sue Sylvester benadert voormalige Glee club leider Sandy Ryerson en dat hij haar helpt met haar plan om de Glee club te saboteren. Ze chanteert Principal Figgins (Iqbal Theba) om Sandy te benoemen als de nieuwe leider van de kunsten op school. Samen houden ze audities voor een school productie van Cabaret, in de hoop de grote ster van de Glee club te verleiden om weg te gaan bij de club, Rachel Berry. Rachel voelt zich gekleineerd wanneer Will Tina (Jenna Ushkowitz) een solo-nummer geeft. Hierdoor gaat Rachel audities doen voor de musical en krijgt de hoofdrol toegewezen. Als Will weigert om de solo alsnog toe te wijzen aan Rachel, verlaat ze de club.
Het footballteam zet hun dansoefeningen in de praktijk door het uitvoeren van een dans op "Single Ladies" in het midden van een wedstrijd om de tegenstanders in verwarring en afleiden te brengen om zo de wedstrijd te winnen. Gesterkt door Kurt zijn succes vertelt hij eindelijk aan zijn vader dat hij homoseksueel is; Burt vertelt hem dat hij dat allang wist en zegt nog steeds evenveel van Kurt te houden.

## Muziek
- "Taking Chances"
- "Single Ladies (Put a Ring on It)"
- "Tonight"